# Scotchfort
Pour la réserve indienne, voir Scotchfort 4.
Scotchfort est une communauté dans le comté de Queens sur l'Île-du-Prince-Édouard, au Canada, au sud-ouest de Mount Stewart.
Initialement une communauté agricole sur la rive ouest de la rivière Hillborough, on y trouve Scotchfort 4, une des trois réserves sur l'Île-du-Prince-Édouard qui compose la nation des Abegweits des Micmacs.